# Йохан Георг I (Саксония-Айзенах)
Йохан Георг I (на немски: Johann Georg I von Sachsen-Eisenach; * 12 юли 1634, Ваймар; † 19 септември 1686 при Вилхемстал) от ернестинските Ветини, е херцог на Саксония-Марксул и херцог на Саксония-Айзенах от 1672 до 1686 г.

## Живот
Йохан Георг е третият син на херцог Вилхелм IV от Саксония-Ваймар (1598 – 1662) и Елеонора Доротея фон Анхалт-Десау (1602 – 1664).
На 8 октомври 1658 г. той става генерал-майор и се бие в Полша. След това става императорски генерал-фелдмаршал-лейтенант. След смъртта на баща му (1662) Йохан Георг получава Саксония-Марксул.
През 1668 г. умира брат му Адолф Вилхелм от Саксония-Айзенах и Йохан Георг става регент и опекун на племенника си Вилхелм Август (* 30 ноември 1668, † 23 февруари 1671). След неговата смърт Йохан Георг става херцог на Саксония-Айзенах.
Йохан Георг I става основател на младата линия на херцозите на Саксония-Айзенах, която съществува до 1741 г.

## Фамилия
Йохан Георг I се жени за графиня Йоханета фон Сайн-Витгенщайн (1626 – 1701). Те имат децата:
- Елеонора Ердмута Луиза (1662 – 1696), омъжена 1681 г. за Йохан Фридрих (1654 – 1686), маркграф на Бранденбург-Ансбах и 1692 г. за Йохан Георг IV (1668 –1694), курфюрст на Саксония.
- Фридрих Август (1663 – 1684), наследствен принц на Саксония-Айзенах
- Йохан Георг II (1665 – 1698), херцог на Саксония-Айзенах
- Йохан Вилхелм (1666 – 1729), херцог на Саксония-Айзенах
- Фридерика Елизебет (1669 – 1739), омъжена 1698 г. за херцог Йохан Георг от Саксония-Вайсенфелс